# Anthomyza gracilis
Anthomyza gracilis is een vliegensoort uit de familie van de Anthomyzidae. De wetenschappelijke naam van de soort werd voor het eerst geldig gepubliceerd in 1823 door Fallen.